# Cañada del Pueblo
Cañada del Pueblo es una localidad uruguaya del departamento de Paysandú.

## Ubicación
La localidad se encuentra situada en la zona centro-norte del departamento de Paysandú, al oeste de la cañada de igual nombre, afluente del arroyo Molles Grande. Se accede a ella por camino vecinal, desde el km 113 de la ruta 26, de la cual dista 13 km.

## Población
Según el censo de 2011 la localidad contaba con una población de 186 habitantes.
| --            | 208 | 186 |
| (Fuente: INE) |     |     |